# Bles Bridges
Lawrence John Gabriel Bridges, bekannt unter dem Namen Bles Bridges (* 22. Juli 1946 in Viljoensdrift, Südafrika; † 24. März 2000 bei Bloemhof) war ein südafrikanischer Schlagersänger, der vor allem in den 1980er Jahren Erfolg hatte und ein prominenter Unterstützer der Apartheid war.

## Leben und Karriere
Der Spitzname „Bles“ bedeutet in Afrikaans so viel wie „kahlköpfig“ und ist darauf zurückzuführen, dass Bridges im Kindesalter kein dichtes Haar hatte. Sein irischer Großvater gab ihm diesen Rufnamen.
Bles Bridges veröffentlichte schon als Teil eines Duos in den frühen 1970er Jahren ein Album mit dem Titel Morne en Marie sing, dem kein Erfolg beschieden war. Seine Karriere kam erst in Schwung, als er 1982 sein erstes Soloalbum Onbekende Weermagman veröffentlichte, unter anderem mit der Coverversion des Liedes Die Byeboerwa von Carike Keuzenkamp. Nach dieser Weg-Ebnung stellte sich der Erfolg jedoch erst richtig 1984 ein, als sein zweites Album Bles erschien. Es enthält sowohl das Lied Maggie, das von seiner Frau Leonie Bridges geschrieben worden war, als auch das Titellied Tawwe tienies, welche die Truppen Südafrikas beim Angolafeldzug unterstützten. Sein erstes englischsprachiges Album erschien unter dem Titel I Am the Eagle, You’re the Wind, dessen Titellied eine Coverversion des von Karel Gott gesungenen Liedes Ich bin der Adler, du der Wind ist. Viele seiner Alben und Lieder wurden in der nachfolgenden Zeit – wie auch die von mehreren anderen südafrikanischen Schlagerstars – von Ralph Siegel produziert. So war das Lied Nie lank gelede auf seinem 1986 erschienenen Album Vir een en almal eine Coverversion des Eurovision-Song-Contest-Siegerliedes Ein bißchen Frieden von Nicole. Das Album enthält zudem seinen größten Hit, Ruiter van die Windjie, der schon in den 1970er Jahren von Heintje gesungen worden war.
In jenen Tagen war Bridges auch politisch aktiv, zum Beispiel gab er ein Benefizkonzert für eine Aktion der rechtsradikalen Afrikaner Weerstandsbeweging und unterstützte durch Verlautbarungen das Apartheidsystem, vor allem die Politik des Staatspräsidenten Pieter Willem Botha. Obwohl Sängerinnen wie Carike Keuzenkamp und Anneli van Rooyen laut einer Umfrage unter weißen Studenten recht beliebt waren,  wurde Bles Bridges laut der Umfrage von einer großen Mehrheit verachtet. Zu den von vielen Studenten akzeptierten Sängern gehörte hingegen Johannes Kerkorrel, der die alternative „Voëlvry-Bewegung“ gestartet hatte, deren Musik im Gegensatz zum von Schlagern dominierten staatlichen Rundfunkprogramm stand. Bridges beschimpfte diese Bewegung und erklärte, er ziehe es vor, nicht über politische Themen zu singen, sondern lieber über die schönen Dinge im Leben, da dies zu einem „produktiven Volk“ führen würde.
Nach dem Ende der Apartheid blieb seine Musik populär, obwohl sein Image sehr unter Enthüllungen von Affären litt.
Bles Bridges, der in den 1980er Jahren eine Krebserkrankung überstanden hatte, kam am 24. März 2000 zwischen Bloemhof und Wolmaransstad bei einem Autounfall ums Leben. Zu seiner Beerdigung erschienen 15.000 bis 20.000 Menschen.
Seine Tochter ist die Schlagersängerin Sunette Bridges. Außerdem hatte er einen Sohn.

## Diskografie
- Morne en Marie sing (1972)
- Onbekende weermagman (1982)
- Bles (1984)
- Uit die boonste rakke (1985)
- I Am the Eagle, You’re the Wind (1985)
- Vir een en almal (1986)
- Reik na die sterre (1987)
- Fight for Love (1987)
- Laat my lewe, laat my liefhê (1988)
- The Devil & the Song (1989)
- Nog ’n nuwe dag (1989)
- Let Me Love You (1990)
- Back on My Feet Again (1991)
- Soos nooit tevore (1992)
- One Dance with You (1994)
- Classics My Way (1998)
- The English Album (2008)